# Estação Pindamonhangaba (EFCJ-Turística)
A Estação Pindamonhangaba (Turística) é a estação terminal da Estrada de Ferro Campos do Jordão (EFCJ). Foi construída na década de 1910, suas plataformas e estrutura para recepção de passageiros sendo inauguradas em 1922, recebendo, a partir de 1971, os trens turísticos da ferrovia.
Esses trens turísticos têm, em 2021, como único destino a estação de Piracuama (os que vão à Emílio Ribas, trajeto conhecido como Trem da Serra, estão suspensos após um acidente em 2012), não obedecendo parada nas estações intermediárias.

## História
A estação foi inaugurada em 1922, oito anos após o início das operações da ferrovia, construída para levar os acometidos pela tuberculose aos sanatórios na então vila de Campos do Jordão, encurtando e acelerando uma viagem anteriormente percorrida por sobre lombos de mulas.

Foi restaurada pela EFCJ em 2014, recebendo nova pintura, consertos em sua alvenaria e retrabalhos em seus bancos.